# Fastrada
Fastrada (* um 765; † 10. August 794 in Frankfurt am Main) war fränkische Königin und vierte Ehefrau Karls des Großen.

## Leben
Fastrada war die Tochter des Grafen Radulf aus vermutlich thüringisch-mainfränkischem Grafengeschlecht, wahrscheinlich dem der Mattonen. Carl Friedrich Colland gibt 1777 in seinen Historische und durch Wappen erläuterte Nachrichten, von dem altfränkischen Geschlecht, der Herrn von Nordenberg, des Heil. Röm. Reichs ehemaligen Erbküchenmeistern und ihren Blutsfreunden, ... als Vater der Fastrada den Rudolf von Rothenburg, Herzog in Franken und Graf von Rothenburg a.d.T. (alte Schreibweise = an der Tauber) an.
Im Oktober 783, nach dem Tod von Karls dritter Frau Hildegard und seiner Mutter Bertrada, heiratete er Fastrada, mit der er zwei Töchter hatte: Theodrada (* um 785; † 9. Jan. 844/853, seit 814 Äbtissin von Argenteuil) und Hiltrud (* 787, † nach 800 (vermutlich nach 814)). 
Sie gilt als die Gründerin des Frauenklosters Münsterschwarzach, der Vorgängerinstitution der Abtei Münsterschwarzach. Auch als Gründerin der Regensburger Frauenstifte Ober- und Niedermünster wurde sie immer wieder in Betracht gezogen.
Karls Chronist Einhard berichtet in seiner Vita Caroli Magni, dass Fastrada sehr grausam gewesen sei. Einhard kannte Fastrada allerdings nicht persönlich, da sie bereits gestorben war, bevor er an den Hof Karls gelangte.
Aus dem Jahr 785 ist ein Schreiben erhalten, in dem Karl Fastrada auffordert, mit den Kindern zu ihm auf die Eresburg zu kommen. Später begleitete Fastrada ihren Mann wohl nicht ständig, stand aber immer im Kontakt mit ihm. So ist ein Brief erhalten, in dem Karl sich 791 besorgt nach ihrer Gesundheit erkundigt, weil er schon länger keine Nachricht von ihr erhalten hat. Dann berichtet er ihr von einem Sieg gegen die Avaren und bittet sie darum, Dankgottesdienste abhalten zu lassen.

## Grab
Die kränkliche Fastrada starb während der Synode von Frankfurt im fränkischen Königshof zu Frankfurt, wohin Karl und sie sich nach Weihnachten 793 von Würzburg kommend begeben hatten. Karl soll aus Trauer um die Verstorbene niemals mehr an den Ort ihres Todes gekommen sein. Er ließ sie in der noch unvollendeten Kirche Stifts St. Alban vor Mainz bestatten und ihre silberne Spindel über dem Altar aufhängen. Dass Fastrada an diesem Platz bestattet wurde und nicht in der Basilika Saint-Denis, die den französischen Königen als Grablege diente, oder der Abtei Sankt Arnulf bei Metz, wie es fränkische Tradition gewesen wäre, zeugt vom großen Einfluss des Mainzer Erzbischofs Richulf.

Grabstein der Königin Fastrada im Mainzer Dom

Ihr Grabmal war von weißem Marmor, mit Gold und Bildsäulen geziert, dessen Inschrift in der Übersetzung wie folgt lautet:
„In Ruhe lieget allhier Fastradas verwesende Leiche, Welche der schreckliche Tod, da sie noch blühte, gemäht. Selbst eine Fürstin, war sie mit dem mächtigsten Fürsten vermählet; Aber als himmlische Braut ist sie erhabener noch. Uns ist von ihr der bessere Theil, der König geblieben; Ihm geb' der gütige Gott längeres Leben als ihr.“
(Der Grabdeckel mit einer einfachen Schrift ist im Mainzer Dom eingemauert.)
Der Grabstein wurde nach der Zerstörung des Klosters im Jahr 1552 in den Mainzer Dom verbracht und findet sich an der Wand im südlichen Seitenschiff. Die ursprüngliche Grabschrift stammte von Theodulf von Orléans und war in griechisch-lateinischen Hexametern abgefasst. Aufgrund der Diktion des Lateinischen der im Dom befindlichen Platte muss davon ausgegangen werden, dass diese Inschrift nicht im 9. Jahrhundert entstanden sein kann, sondern von einem spätmittelalterlichen Anonymus stammt.
Inschrift des Anonymus:
Die fromme Gemahlin Karls, Fastrada genannt,
von Christus geliebt, liegt hier von Marmor bedeckt.
Im Jahre siebenhundertvierundneunzig.
Welche Zahl dem Versmaß zu fügen, sich widerstrebt.
Frommer König, den die Jungfrau trug, gib, wenn sie auch hier zu Asche zerfällt,
dass ihr Geist Erbe sei des Vaterlandes, das keine Trübsal kennt.
Ursprünglicher Text des Theodulf von Orléans:
Inclita Fastradae reginae hic membra quiescunt,
De medio quam mors frigida flore tulit.
Nobilis ipsa viri thalamo coniuncta potentis;
Sed modo caelesti nobilior thalamo
Pars animae melior. Carlus Rex ipse remansit
Cui tradat mitis tempora larga deus.
Hier ruht Königin Fastradas erlauchter Leib,
Den der kalte Tod aus der Blüte des Lebens riss.
Als edle Frau war sie einem mächtigen Mann ehelich verbunden;
Doch nun gehört, noch edler <geworden>, dem himmlischen Bräutigam
Der bessere Teil ihrer Seele. König Karl blieb hier zurück,
Glückliche Zeiten gewähre ihm der barmherzige Gott.

## Sagen

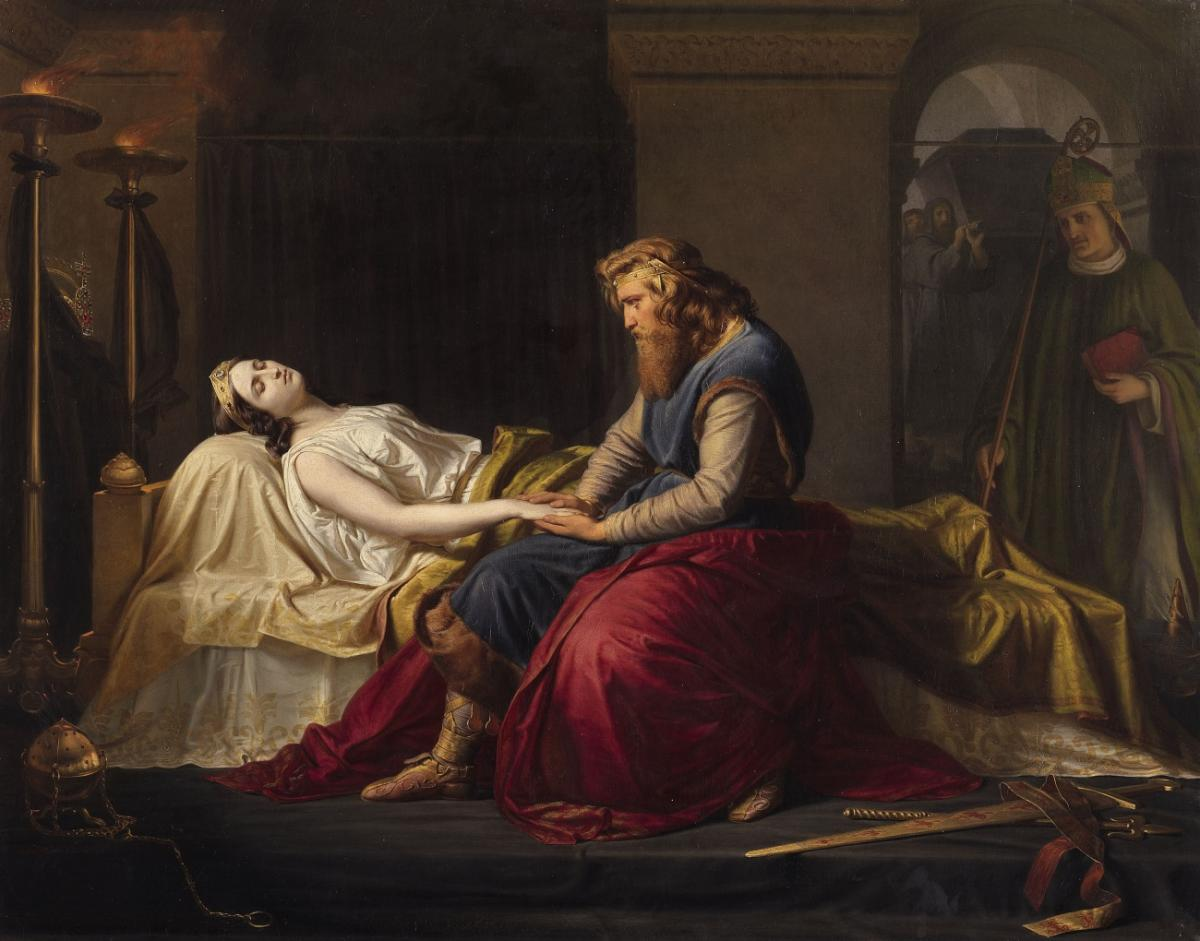
Adolph Ehrhardt: Kaiser Karl trauernd bei seiner verstorbenen Gemahlin Fastrada, 1857

Die Fastradasage erzählt von einem Zauberring, den Fastrada von Karl erhalten haben soll. Dieser Ring, dessen Stein Geschenk einer Schlange war, band Karl so an seine Trägerin, dass er ihren Leichnam nicht einmal zur Bestattung freigeben wollte, als er bereits zu verwesen begann. Schließlich nahm der Erzbischof Turpin von Reims den Ring an sich und warf ihn in einen See bei Aachen.
Auch der herzförmige Grundriss von Bad Neustadt an der Saale, in deren Nähe Karl 790 eine Pfalz errichten ließ, geht der Sage nach auf die Liebe des Königs zu Fastrada zurück. Karl soll, als er von der Pfalz aus ins Tal blickte, zu Fastrada gesagt haben: „Als Zeichen unserer Liebe will ich dort unten eine Stadt in Herzform errichten.“